# 정민혁
정민혁(鄭敏爀, 1983년 9월 14일 ~ )은 전 KBO 리그 한화 이글스의 투수이자, 현 KBO 리그 한화 이글스의 스카우트팀 팀장이다.

## 선수 시절

### 아마추어 시절
2003년에 한화 이글스의 2차 9순위 지명을 받았으나 연세대학교 체육교육학과에 입학했다. 연세대 체육교육학과 1학년 때부터 팀의 에이스로 활약했고, 3·4학년 때는 2년 연속 0점대 평균자책점을 기록했다. 대학 리그 최고의 투수로 주목을 받으며 3학년 시절부터 줄곧 국가대표로 활약했으며, 4학년 때인 2006년에는 아마추어 선수로서는 유일하게 도하 아시안 게임 대표팀에 선발됐다.

### 한화 이글스시절
2007년 그 해 신인 중 팀내 최고 계약금 2억 5,000만원을 받고 입단하엿따. 입단 당시 등번호는 46번이었고, 2008년에 37번으로 교체했다. 데뷔 첫 해 이후 이렇다 할 모습을 보이지 못했고, 2008년에는 1군에 올라오지 못했다. 도하 아시안 게임에서 동메달에 그친 여파로 2008년 시즌 후 공익근무요원으로 대체 복무했고, 2011년에 소집 해제되며 복귀했다. 하지만 그 이후에도 뚜렷한 활약은 없었고 결국 2군에서만 활동했다.
그러나 2015년 6월 28일에 방출됐다.

## 야구선수 은퇴 후
2015년부터 충남중학교의 아구부 코치로 활동했고, 2018년부터 한화 이글스의 스카우트로 활동했다.

## 출신 학교
- 대전신흥초등학교
- 충남중학교
- 대전고등학교
- 연세대학교 체육교육학과 03학번